# میشل پرنیولا
میشل پرنیولا (به انگلیسی: Michele Perniola) (زاده ۶ سپتامبر ۱۹۸۹) خواننده ایتالیایی است.
او در مسابقه آواز یوروویژن ۲۰۱۵ به همراه آنیتا سایمونچینی نماینده سن مارینو بود.